# Emil Stehle
Emil Lorenz Stehle, talvolta italianizzato in Emilio Lorenzo Stehle (Mühlhausen, 3 settembre 1926 – Costanza, 16 maggio 2017), è stato un vescovo cattolico tedesco.

## Biografia
Cresciuto in una famiglia numerosa di 9 fratelli, partì in prima linea nella seconda guerra mondiale per l'esercito tedesco.
Dal 1945 al 1947 rimase prigioniero di guerra in Francia, dove inizia a studiare teologia, studi che concluderà all'Università di Friburgo in Brisgovia.
Il 24 giugno del 1951 viene ordinato sacerdote nella Cattedrale di Friburgo, dove rimarrà come sacerdote nell'arcidiocesi prima di andare a Dossenheim.
Nel 1957 parte per la Colombia, prima tappa della sua missione in Sudamerica, dove passerà gran parte della propria vita.
A Bogotá Stehle era stato designato parroco per i cattolici di lingua tedesca del paese. In quel periodo iniziò anche l'amicizia con il parroco Camilo Torres, che poco più tardi, nel 1965, entrerà a far parte del gruppo guerrigliero colombiano del ELN. Tra il 1977 e il 1988 Stehle rimase a capo dell'Azione Episcopale Adveniat, ente caritatevole della conferenza episcopale tedesca. In quegli anni Stehle rimase a stretto contatto con tutti i maggiori vescovi sudamericani, lavorando con l'allora vescovo Franz Hengsbach.
Stehle ricevette da Giovanni Paolo II nel 1983 la nomina a vescovo titolare di Eraclea e di vescovo ausiliare di Quito, a consacrarlo fu il cardinale Sebastiano Baggio, co-consacranti il cardinale Pablo Muñoz Vega e il vescovo (poi cardinale) Franz Hengsbach. In quegli anni ottanta il vescovo si divide tra Ecuador e Centro America, in particolare passerà lunghi periodi anche in Nicaragua ed El Salvador, cercando di contribuire alla pace in quei paesi in continua rivolta. Spesso presente nei processi di pace, in El Salvador lottò insieme al vescovo Arturo Rivera per la fine delle ostilità da parte del gruppo guerrigliero del FMLN.
In quest'ultimo paese, nel 1989, si rese protagonista nella mediazione e liberazione di ostaggi, in quel caso turisti tedeschi in mano dei guerriglieri dentro ad un hotel. Stehle riuscì ad ottenere un salvacondotto temporaneo per gli ostaggi, una turista era però impossibilitata a muoversi, così Stehle la caricò sulle spalle e saltò una recinzione, cadde pesantemente e si danneggiò la colonna vertebrale, per la quale ebbe poi bisogno di 2 interventi chirurgici. Per il contributo alla liberazione di 7 operai nel 1986 in Nicaragua, fu premiato invece con la Gran Croce al Merito della Repubblica Federale Tedesca.

## Vescovo di Santo Domingo de los Colorados
Nel 1987 viene nominato prelato di Santo Domingo de los Colorados, divenendone vescovo in seguito all'elevazione da prelatura territoriale a diocesi nel 1996.
Le opere di sua iniziativa e ottenute anche a finanziamenti che arrivavano dalla nativa Germania a Santo Domingo furono innumerevoli: grazie a lui si costruì la cattedrale della città, 200 fra chiese e cappelle, il primo ospizio della regione, orfanotrofi, scuole, parte dell'università, un centro di accoglienza per invalidi, uno per bambini di strada, un altro per madri e bambini malnutriti, un centinaio di alloggi popolari. Ma non di meno conto fu il suo impegno per opere pubbliche, come il parco ecologico, il riassetto del Parque central, l'adeguamento di carceri e cimiteri, la costruzione di strade e di ponti, uno dei quali lungo oltre 150 metri in cemento armato. Viene ancor oggi definito, dalla comune gente della città, come il miglior governatore e sindaco che Santo Domingo abbia mai avuto, autore di quello che i politici non avevano potuto fare.

## Polemiche con la Colombia e ritiro
Stehle da sempre era stato protagonista di mediazioni con i guerriglieri di vari paesi e in Colombia le sue azioni erano state sempre apprezzate; è stato anche presente nel 1998 ad un'importante conferenza tenutasi a Magonza, in Germania, tra i guerriglieri e il governo per la fine delle ostilità. Nel 1999 media la liberazione di tre ostaggi della ELN, questi vengono liberati, ma quando ad inizio del 1999 chiese l'autorizzazione per entrare in Colombia e poter liberare altri ostaggi, questa gli fu formalmente negata. Stehle continuò indipendentemente il suo lavoro e riuscì a far liberare gli ostaggi previo pagamento del riscatto, così come, nel maggio del 1999, riuscì a liberare María Aline Oganesoff, da sei mesi nelle mani dei guerriglieri.
I vertici delle forze armate colombiane sospettarono che Stehle avesse ottenuto la liberazione negoziando a cifre superiori di quelle pattuite per il riscatto e che la forma delle sue negoziazioni erano irregolari, per via anche della sua vecchia amicizia con Torres, il sacerdote guerrigliero conosciuto anni prima e ormai scomparso. I sospetti non furono mai provati, tuttavia il presidente colombiano di quel periodo, Andrés Pastrana, vietò permanentemente a Stehle, da quel momento, l'ingresso in Colombia.
Nel 2002 Giovanni Paolo II ne accettò le dimissioni per raggiunti limiti di età e si ritirò a Costanza.
Nel 2012 la "Avenida al Búa" venne rinominata in suo onore Avenida Emilio Lorenzo Stehle, mentre nello stesso anno venne dichiarato cittadino onorario di Santo Domingo, e una statua in suo onore fu eretta in città il 3 settembre 2012.
Muore a Costanza il 16 maggio 2017, all'età di 90 anni.

## Genealogia episcopale
La genealogia episcopale è:
- Cardinale Scipione Rebiba
- Cardinale Giulio Antonio Santori
- Cardinale Girolamo Bernerio, O.P.
- Arcivescovo Galeazzo Sanvitale
- Cardinale Ludovico Ludovisi
- Cardinale Luigi Caetani
- Cardinale Ulderico Carpegna
- Cardinale Paluzzo Paluzzi Altieri degli Albertoni
- Papa Benedetto XIII
- Papa Benedetto XIV
- Cardinale Enrique Enríquez
- Arcivescovo Manuel Quintano Bonifaz
- Cardinale Buenaventura Córdoba Espinosa de la Cerda
- Cardinale Giuseppe Maria Doria Pamphilj
- Papa Pio VIII
- Papa Pio IX
- Cardinale Alessandro Franchi
- Cardinale Giovanni Simeoni
- Cardinale Antonio Agliardi
- Cardinale Basilio Pompilj
- Cardinale Adeodato Giovanni Piazza, O.C.D.
- Cardinale Sebastiano Baggio
- Vescovo Emil Lorenz Stehle